# Ferdinand Icha
Ferdinand Icha (* 22. September 1933 in Korneuburg) ist ein ehemaliger österreichischer Politiker (SPÖ) und Sparkassenangestellter. Er war von 1979 bis 1993 Abgeordneter zum Landtag von Niederösterreich.
Icha besuchte zunächst die Volksschule und wechselte nach dem Hauptschulbesuch an eine Handelsschule. Er war zwischen 1947 und 1991 als Sparkassenangestellter beschäftigt und legte die Sparkassenfachprüfung ab. Ab 1956 engagierte sich Icha als Landesobmann der Roten Falken, zudem war er ab 1965 Gemeinderat in Korneuburg. 1969 übernahm er das Amt des Vizebürgermeisters, zwischen 1973 und 1990 hatte er das Amt des Bürgermeisters von Korneuburg inne. Icha war zudem im Gemeindevertreterverband und Gemeindebund aktiv und vertrat die SPÖ Niederösterreich zwischen dem 19. April 1979 und dem 7. Juni 1993 im Niederösterreichischen Landtag. Zwischen 1991 und 1993 hatte er dort das Amt des SPÖ-Klubobmanns inne.